# Shawan Robinson
Shawan Keith Robinson (* 7. September 1983 in Boone, North Carolina) ist ein ehemaliger US-amerikanischer Basketballspieler. Er spielte für die LTi 46ers aus Gießen in der deutschen Basketball-Bundesliga in der Saison 2007/08, wechselte dann für die Saison 2008/2009 zu den Deutsche Bank Skyliners aus Frankfurt am Main. Dort konnte er sich allerdings nicht durchsetzen und verließ das Team, nachdem sein Tryout-Vertrag ausgelaufen war.
Der in North Carolina aufgewachsene Shawan Robinson begann seine erste NCAA-Saison an der Clemson University in der Saison 2002–2003. Nach seinem Abschluss 2006 wechselte er zum britischen Verein Eagles aus Newcastle upon Tyne in der British Basketball League, mit dem er auf Anhieb britischer Basketball-Meister wurde.
Shawan Robinson kann sowohl auf der eins als auch auf der zwei spielen, wobei er die eins bevorzugt.
Zu seinen größten Erfolgen zählt neben dem Gewinn der britischen Meisterschaft 2007 die Nominierung in das Atlantic Coast Conference „All-Tournament 2nd Team“ 2005.